# Irakische Kurdistan-Front
Die Irakische Kurdistan-Front (kurdisch Berey Kurdistani Irak, kurz IKF) war eine am 12. Mai 1988 entstandene Dachorganisation der oppositionellen Parteien der Region Kurdistan. Ziel war es, eine vereinte politische Opposition gegen das irakische Baath-Regime zu formen. Sie bestand ursprünglich aus fünf oppositionellen Parteien, u. a. den zwei wichtigsten Parteien – die Patriotische Union Kurdistans und die Demokratische Partei Kurdistans.
Die Irakische Kurdistan-Front spielte eine große Rolle beim Aufstand im Irak 1991: Sie übernahm die Macht, als sich die irakischen Truppen aus dem Nordirak zurückzogen. Des Weiteren übernahm sie die Bezahlung des zurückgelassenen Verwaltungsapparates und die Vorbereitung der Parlamentswahlen vom 19. Mai 1992.
Weitere Mitglieder waren
- die kurdische Sektion der Irakischen Kommunistischen Partei, die spätere Kurdische Kommunistische Partei
- Sozialistische Partei der Kurden
- Assyrische Demokratische Bewegung
- Arbeiterpartei Kurdistans